# Hit Bout It
„Hit Bout It” – piosenka amerykańskiego rapera Lil Yachty’ego z gościnnym udziałem amerykańskiego rapera Kodaka Blacka. Została wydana 19 lutego 2021 roku z towarzyszącym mu teledyskiem. Utwór został wyprodukowany przez Carlo Anthony’ego. Piosenka opowiada o „stylu życia gwiazdy rocka” prowadzonego przez raperów.

## Teledysk
Przed wydaniem teledysku Lil Yachty podzielił się jego kulisami. Teledysk zaczyna się od spotkania z matką i rodziną Kodaka Blacka i spożywania z nimi kolacji. Raperzy później jeżdżą Ferrari, pokazują swoją biżuterię i wchodzą do klubu ze striptizem. Spotykają się także z raperami Gucci Mane i Trick Daddy.

## Pozycje na listach
| Lista (2021)                          | Pozycja |
| ------------------------------------- | ------- |
| USA Billboard Hot 100                 | 67      |
| USA Hot R&B/Hip-Hop Songs (Billboard) | 25      |